# Simulium sherwoodi
Simulium sherwoodi är en tvåvingeart som beskrevs av Stone och Mario Maffi 1971. Simulium sherwoodi ingår i släktet Simulium och familjen knott. Inga underarter finns listade i Catalogue of Life.